# Neuchâtel Xamax Football Club 2001-2002
Questa voce raccoglie le informazioni riguardanti il Neuchâtel Xamax Football Club nelle competizioni ufficiali della stagione 2001-2002.

## Stagione
Nella stagione 2001-2002 il Neuchatel Xamax, allenato da Alain Geiger, concluse il campionato di Lega Nazionale A al 10º posto. Il Neuchatel Xamax concluse il torneo di promozione/relegazione al 1º posto. 

## Rosa
| N. |                     | Ruolo | Calciatore       |
| -- | ------------------- | ----- | ---------------- |
| 1  | Svizzera (bandiera) | P     | Florent Delay    |
| 6  | Senegal (bandiera)  | D     | Kader Mangane    |
| 8  | Svizzera (bandiera) | C     | André Wiederkehr |
| 9  | Spagna (bandiera)   | A     | Geijo            |
| 11 | Svizzera (bandiera) | A     | Alexandre Rey    |
| 12 | Svizzera (bandiera) | C     | Roland Bättig    |
| 7  | Svizzera (bandiera) | D     | Eddy Barea       |
| 19 | Svizzera (bandiera) | D     | Pascal Oppliger  |
| 26 | Svizzera (bandiera) | D     | Steve von Bergen |
| 14 | Svizzera (bandiera) | C     | Raphaël Nuzzolo  |
| 23 | Svizzera (bandiera) | P     | Massimo Colomba  |

| N. |                                 | Ruolo | Calciatore                   |
| -- | ------------------------------- | ----- | ---------------------------- |
| 18 | Svizzera (bandiera)             | P     | Gabriel Wüthrich             |
| 22 | Svizzera (bandiera)             | D     | Remo Buess                   |
| 4  | Spagna (bandiera)               | D     | David Geijo                  |
| 25 | Svizzera (bandiera)             | D     | Jérôme Schneider             |
| 10 | Camerun (bandiera)              | C     | Augustine Simo               |
| 5  | Svizzera (bandiera)             | C     | Dorjee Tsawa                 |
| 20 | Bosnia ed Erzegovina (bandiera) | A     | Ensar Arifović               |
| 21 | Svizzera (bandiera)             | A     | Frédéric Chassot             |
| 15 | Bulgaria (bandiera)             | A     | Georgi Donkov                |
| 27 | Ghana (bandiera)                | A     | George Walters Nelson-Mensah |
| 2  | Svizzera (bandiera)             | A     | Christophe Tranchet          |

## Organigramma societario
Area tecnica
- Allenatore: Alain Geiger
- Allenatore in seconda:
- Preparatore dei portieri:
- Preparatori atletici:

## Calciomercato

### Sessione estiva
| Acquisti | Acquisti | Acquisti | Acquisti |
| R.       | Nome     | da       | Modalità |
| -------- | -------- | -------- | -------- |

| Cessioni | Cessioni | Cessioni | Cessioni |
| R.       | Nome     | a        | Modalità |
| -------- | -------- | -------- | -------- |

### Sessione invernale
| Acquisti | Acquisti | Acquisti | Acquisti |
| R.       | Nome     | da       | Modalità |
| -------- | -------- | -------- | -------- |

| Cessioni | Cessioni | Cessioni | Cessioni |
| R.       | Nome     | a        | Modalità |
| -------- | -------- | -------- | -------- |

## Risultati

### Lega Nazionale A

#### andata
| Lucerna 7 luglio 2001, ore 19:30 CEST 1ª giornata | Lucerna | 0 – 0 referto | Neuchâtel Xamax | Stadion Allmend (5 810 spett.)\| Arbitro: \| Salm \| |
| Arbitro:                                          | Salm    |               |                 |                                                      |

| Neuchâtel 14 luglio 2001, ore 19:30 CEST 2ª giornata | Neuchâtel Xamax | 0 – 0 referto | Sion | La Maladière (5 800 spett.)\| Arbitro: \| Wildhaber \| |
| Arbitro:                                             | Wildhaber       |               |      |                                                        |

| Arbitro: | Bertolini |

|                    |           |  |
| Thurre 59’ Bah 76’ | Marcatori |  |

| Arbitro: | Circhetta |

|                                                     |           |  |
| Arifović 41’ Tachie-Mensah 47’ Zellweger 67’ (aut.) | Marcatori |  |

| Arbitro: | Petignat |

|              |           |              |
| Lombardo 27’ | Marcatori | 81’ Baubonne |

| Arbitro: | Meier |

|              |           |  |
| Arifović 36’ | Marcatori |  |

| Arbitro: | Nobs |

|                  |           |                   |
| Kavelashvili 11’ | Marcatori | 15’ Tachie-Mensah |

| Arbitro: | Schoch |

|                                   |           |  |
| Sermeter 19’ (rig.) Petrosyan 90’ | Marcatori |  |

| Neuchâtel 25 agosto 2001, ore 19:30 CEST 9ª giornata | Neuchâtel Xamax | 0 – 0 referto | Aarau | La Maladière (6 400 spett.)\| Arbitro: \| Schmid \| |
| Arbitro:                                             | Schmid          |               |       |                                                     |

| Arbitro: | Etter |

|                                  |           |           |
| Bastida 27’ Magnin 64’ Caíco 88’ | Marcatori | 23’ Barea |

| Arbitro: | Wildhaber |

|                   |           |                                                  |
| Tachie-Mensah 77’ | Marcatori | 20’, 83’ (rig.) Núñez 38’ Chapuisat 71’ Ippoliti |

#### ritorno
| Arbitro: | Busacca |

|                                                   |           |              |
| Schneider 27’ Tranchet 82’ Tachie-Mensah 84’, 90’ | Marcatori | 63’ Monteiro |

| Arbitro: | Petignat |

|  |           |                                               |
|  | Marcatori | 19’ Geijo 28’ Baubonne 81’, 87’ Tachie-Mensah |

| Arbitro: | Rogalla |

|                   |           |                                    |
| Tachie-Mensah 78’ | Marcatori | 54’ Claiton 58’ Frei 62’ Comisetti |

| Arbitro: | Salm |

|                              |           |                                                |
| Gane 8’, 66’ Müller 24’, 78’ | Marcatori | 57’ (rig.) Simo 62’ Tachie-Mensah 84’ Tranchet |

| Arbitro: | Schoch |

|                              |           |               |
| Simo 64’ (rig.) Arifović 76’ | Marcatori | 90’ Chaveriat |

| Arbitro: | Busacca |

|                                             |           |                   |
| Giménez 10’, 34’, 69’, 80’ Chipperfield 46’ | Marcatori | 73’ Tachie-Mensah |

| Arbitro: | Beck |

|                   |           |              |
| Tachie-Mensah 72’ | Marcatori | 51’ Guerrero |

| Neuchâtel 18 novembre 2001, ore 14:30 CET 19ª giornata | Neuchâtel Xamax | 0 – 0 referto | Young Boys | La Maladière (7 800 spett.)\| Arbitro: \| Etter \| |
| Arbitro:                                               | Etter           |               |            |                                                    |

| Arbitro: | Busacca |

|            |           |                               |
| Okpala 55’ | Marcatori | 51’ Mangane 89’ Tachie-Mensah |

| Arbitro: | Nobs |

|           |           |                                 |
| Atouba 4’ | Marcatori | 62’ Sutter 76’ Biaggi 81’ Rossi |

| Arbitro: | Meier |

|                                               |           |                   |
| Castillo 15’ Chapuisat 69’, 89’ Schwegler 90’ | Marcatori | 75’ Tachie-Mensah |

### Torneo di promozione/relegazione

#### andata
| Arbitro: | Beck |

|                                 |           |               |
| Tachie-Mensah 27’, 35’ Simo 65’ | Marcatori | 71’ Previtali |

| Arbitro: | Rutz |

|              |           |                 |
| Lutsenko 45’ | Marcatori | 86’ (rig.) Simo |

| Arbitro: | Salm |

|                                                       |           |  |
| Rey 5’ Schneider 60’ Wiederkehr 63’ Tachie-Mensah 75’ | Marcatori |  |

| Wil 10 marzo 2002, ore 14:30 CET 4ª giornata | Wil   | 0 – 0 referto | Neuchâtel Xamax | Stadion Bergholz (1 750 spett.)\| Arbitro: \| Etter \| |
| Arbitro:                                     | Etter |               |                 |                                                        |

| Arbitro: | Schmid |

|                        |           |                        |
| Jamarauli 13’ Gian 57’ | Marcatori | 90’ Rey 90’ Wiederkehr |

| Arbitro: | Circhetta |

|                        |           |  |
| Rey 33’ Wiederkehr 80’ | Marcatori |  |

| Arbitro: | Nobs |

|            |           |                      |
| Yoffou 57’ | Marcatori | 8’ Rey 69’ Schneider |

#### ritorno
| Arbitro: | Schoch |

|                                        |           |  |
| Rey 4’, 90’ Wiederkehr 72’ Chassot 87’ | Marcatori |  |

| Arbitro: | Salm |

|                 |           |           |
| Calo 86’ (rig.) | Marcatori | 28’ Tsawa |

| Arbitro: | Schmid |

|                         |           |                        |
| Chassot 2’ Rey 28’, 36’ | Marcatori | 59’ Muff 76’ Jamarauli |

| Arbitro: | Wildhaber |

|                                |           |  |
| Gambino 21’ (aut.) Chassot 81’ | Marcatori |  |

| Arbitro: | Leuba |

|                     |           |  |
| Küffer 40’ Rama 55’ | Marcatori |  |

| Arbitro: | Circhetta |

|         |           |  |
| Rey 78’ | Marcatori |  |

| Arbitro: | Beck |

|                            |           |             |
| Gil 22’ (rig.) Ventura 80’ | Marcatori | 86’ Chassot |

## Statistiche

### Statistiche di squadra
| Competizione                     | Punti | In casa | In casa | In casa | In casa | In casa | In casa | In trasferta | In trasferta | In trasferta | In trasferta | In trasferta | In trasferta | Totale | Totale | Totale | Totale | Totale | Totale | DR  |
| Competizione                     | Punti | G       | V       | N       | P       | Gf      | Gs      | G            | V            | N            | P            | Gf           | Gs           | G      | V      | N      | P      | Gf     | Gs     | DR  |
| -------------------------------- | ----- | ------- | ------- | ------- | ------- | ------- | ------- | ------------ | ------------ | ------------ | ------------ | ------------ | ------------ | ------ | ------ | ------ | ------ | ------ | ------ | --- |
| Lega Nazionale A                 | 25    | 11      | 4       | 4       | 3       | 14      | 13      | 11           | 2            | 3            | 6            | 14           | 23           | 22     | 6      | 7      | 9      | 28     | 36     | -8  |
| Torneo di promozione/relegazione | -     | 7       | 7       | 0       | 0       | 19      | 3       | 7            | 1            | 4            | 2            | 7            | 9            | 14     | 8      | 4      | 2      | 26     | 12     | +14 |
| Totale                           | 25    | 18      | 11      | 4       | 3       | 33      | 16      | 18           | 3            | 7            | 8            | 21           | 32           | 36     | 14     | 11     | 11     | 54     | 48     | +6  |

### Andamento in campionato
| Giornata  | 1 | 2 | 3  | 4 | 5 | 6 | 7 | 8 | 9 | 10 | 11 | 12 | 13 | 14 | 15 | 16 | 17 | 18 | 19 | 20 | 21 | 22 |
| --------- | - | - | -- | - | - | - | - | - | - | -- | -- | -- | -- | -- | -- | -- | -- | -- | -- | -- | -- | -- |
| Luogo     | T | C | T  | C | T | C | T | T | C | T  | C  | C  | T  | C  | T  | C  | T  | C  | C  | T  | C  | T  |
| Risultato | N | N | P  | V | N | V | N | P | N | P  | P  | V  | V  | P  | P  | V  | P  | N  | N  | V  | P  | P  |
| Posizione | 7 | 9 | 10 | 8 | 9 | 6 | 7 | 9 | 9 | 10 | 10 | 10 | 8  | 10 | 10 | 10 | 10 | 10 | 10 | 9  | 10 | 10 |

Legenda:

Luogo: C = Casa; T = Trasferta. Risultato: V = Vittoria; N = Pareggio; P = Sconfitta.

### Statistiche dei giocatori
| E. Arifović      | 19 | 3  | 3 | 0 |
| T. Atouba        | 19 | 1  | 4 | 1 |
| E. Barea         | 17 | 1  | 1 | 0 |
| E. Baubonne      | 19 | 2  | 4 | 0 |
| R. Buess         | 21 | 0  | 4 | 0 |
| R. Bättig        | 12 | 0  | 2 | 0 |
| F. Chassot       | 7  | 4  | 0 | 0 |
| M. Colomba       | 22 | 0  | 1 | 0 |
| F. Delay         | 0  | 0  | 0 | 0 |
| L. Diarra        | 0  | 0  | 0 | 0 |
| M. Diop          | 16 | 0  | 4 | 0 |
| G. Donkov        | 6  | 0  | 1 | 0 |
| D. Geijo         | 1  | 0  | 0 | 0 |
| G. Geijo         | 18 | 1  | 0 | 0 |
| K. Mangane       | 8  | 1  | 2 | 0 |
| G. Nelson-Mensah | 1  | 0  | 0 | 0 |
| R. Nuzzolo       | 0  | 0  | 0 | 0 |
| P. Oppliger      | 19 | 0  | 7 | 0 |
| A. Rey           | 14 | 9  | 0 | 0 |
| A. Roque         | 10 | 0  | 1 | 0 |
| J. Schneider     | 17 | 1  | 1 | 0 |
| A. Simo          | 21 | 2  | 3 | 0 |
| A. Tachie-Mensah | 19 | 13 | 2 | 0 |
| C. Tranchet      | 10 | 2  | 1 | 0 |
| D. Tsawa         | 19 | 0  | 3 | 0 |
| A. Wiederkehr    | 13 | 4  | 1 | 0 |
| G. Wüthrich      | 0  | 0  | 0 | 0 |
| S. von Bergen    | 17 | 0  | 0 | 0 |